# Щасливе приземлення
Щасливе приземлення (англ. Happy Landing) — американський комедійний мюзикл режисера Рой Дель Рута 1938 року.

## Сюжет
Дівчина з Норвегії закохується в американського льотчика, чий літак розбивається біля її будинку.

## У ролях
- Соня Гені — Труді Еріксен
- Дон Амічі — Джиммі Голл
- Джин Гершолт — Ларс Еріксен
- Етель Мерман — Фло Келлі
- Сесар Ромеро — Дюк Сарджент
- Воллі Вернон — Ел Махоні